# هیروشی یوشیدا (نقاش)
هیروشی یوشیدا (吉田 博, Yoshida Hiroshi, ۱۹ سپتامبر ۱۸۷۶ – April 5, 1950) نقاش و بسمه (باسمه) گر چوب ژاپنی قرن بیستم بود. او به عنوان یکی از بزرگترین هنرمندان در سبک شین-هانگا شناخته می‌شود و به ویژه به دلیل باسمه‌های فوق‌العاده او از مناظر طبیعی مورد توجه قرار گرفته‌است. یوشیدا به‌طور گسترده‌ای سفر می‌کرد و به‌خصوص به دلیل تصاویرش از سوژهای غیرژاپنی که به سبک و سیاق سنت چوبی ژاپنی انجام می‌شد، شهرت داشت، از جمله کارهای وی تاج محل، آلپ سوئیس، گرند کنیون و سایر پارک‌های ملی در ایالات متحده است.

## زندگی‌نامه

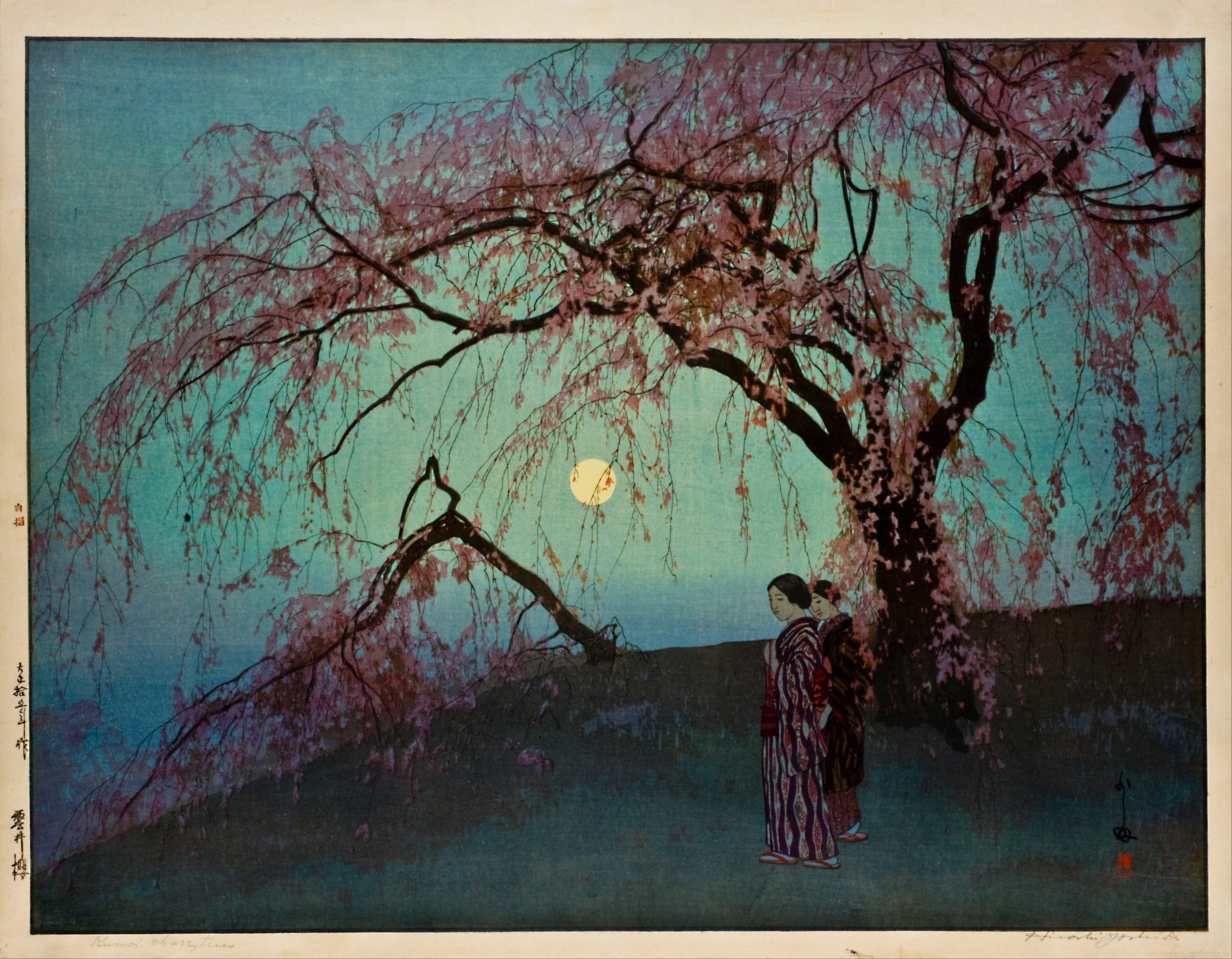
درختان گیلاس کوموی (۱۹۲۰)

هیروشی یوشیدا (هیروشی اوِدا) در نوزدهم سپتامبر ۱۸۷۶ در شهر کورومهِ استان فوکوئوکا که در جزیرهٔ کیوشو است، متولد شد. او استعداد بالقوه‌ای را برای هنر پرورش یافته خود به‌دست پدر خوانده‌اش (وی یک معلم نقاشی در مدارس دولتی بود) نشان داد. در سن ۱۹ سالگی او به کیوتو فرستاده شد تا زیر نظر تامورا شوریو، معلم مشهور نقاشی به سبک غربی، تحصیل کند. یوشیدا سپس به مدت سه سال دیگر زیر نظر کویاما شوتاروen:Koyama Shōtarō در توکیو تحصیل کرد.
در سال ۱۸۹۹، یوشیدا اولین نمایش آثار مرتبط به آمریکا را در موزه هنری دیترویت (مؤسسه هنر دیترویت فعلی) برگزار کرد. یوشیدا سپس به بوستون، واشینگتن دی سی، پراویدنس و اروپا سفر کرد. در سال ۱۹۲۰، یوشیدا، اولین باسمه چوبی خود را در کارگاه باسمه (چاپ‌نقش چوبی) واتانابه، که توسط شوزابورو واتانابه (۱۸۸۵–۱۹۶۴)، ناشر و مدافع جنبش شین-هانگا اداره می‌شد، ارائه داد. با این حال، همکاری یوشیدا با واتانابه، مدت کوتاهی به طول انجامید به دلیل زمین‌لرزه بزرگ کانتو در سال ۱۹۲۳ که باعث و بانیِ سوختن کارگاه واتانابه بود.
در سال ۱۹۲۵، او گروهی از منبت کاران و بسمه (باسمه) گرهای حرفه ای را استخدام کرد و کارگاه هنری خود را تأسیس کرد. باسمه‌ها تحت نظارت دقیق وی ساخته می‌شد. یوشیدا روش مشارکتی بسمه گرهای متعهد به سبک اوکی‌یوئه را با اصل سوساکو-هانگا که مبتنی براصل «باسمه‌های هنرمند» است؛ ترکیب کرد و مکتب جدیدی که سومین مکتب از جنبش‌های هنری ژاپن بود را، پایه‌گذاری کرد و خود را از جنبش‌های هنری شین-هانگا و سوساکو-هانگا جدا کرد. هنر او در سراسر جهان مورد استفاده قرار گرفت، و او با این گزاره الهام بخش بسیاری از جوانان هنرمند بود که هنرمند باید مسیر قلب و آنچه که به آن میل و علاقه دارد را پیش بگیرد حتی اگر هیچ‌کس در اتاق با او موافق نباشد. امروزه هنر هیروشی را با نامی با اعتباری درخشان و مختصری از زندگیش به یاد می‌آورند.
یوشیدا در ۷۳ سالگی آخرین طرح‌های خود را از سفر به ایزو و ناگاوکا کشید و آخرین آثار خود را با نام‌های "دریا غربی ایزو" و "کوه‌های ایزو" نقاشی کرد. یوشیدا در این سفر بیمار شد و به توکیو بازگشت و در روز ۵ آوریل ۱۹۵۰ در خانه خود درگذشت. آرامگاه وی در محوطه Ryuun-in، در کویشیکاوای توکیو است.